# Плачинда Іван Семенович
Іван Семенович Плачинда (Спорош) (1898, містечко Глодоси Єлисаветградського повіту Херсонської губернії, тепер село Новоукраїнського району Кіровоградської області — розстріляний 10 березня 1937, місто Москва) — український радянський партійний діяч. Кандидат у члени ЦК КП(б)У в червні 1930 — січні 1934 року. Член ЦК КП(б)У в січні 1934 — січні 1937 року.

## Біографія
Народився в березні 1898 року. Брав участь в революційному русі.
Член РКП(б) з 1918 року.
Освіта вища.
З лютого 1925 по 1927 рік — відповідальний секретар Уманського окружного комітету КП(б)У.
У 1929—1930 роках — відповідальний секретар Вінницького окружного комітету КП(б)У.
У вересні 1930—1931 роках — відповідальний секретар Вінницького міського комітету КП(б)У.
У жовтні 1931 — липні 1932 року — 1-й секретар Молдавського обласного комітету КП(б)У.
У 1932—1936 роках — 1-й секретар Полтавського міського комітету КП(б)У.
У 1936 році працював заступником начальника Сталінградського крайового земельного управління.
Заарештований 4 жовтня 1936 року в місті Сталінграді за звинуваченням в участі у контрреволюційній троцкістсько-зінов'євській терористичній організації. Розстріляний 10 березня 1937 року у Москві, похований на Донському цвинтарі.
Реабілітований посмертно.